# Alex Chance
Alex Chance (Chesapeake, Virginia; 19 de abril de 1989) es una actriz pornográfica, directora y modelo erótica estadounidense.

## Biografía
Alex Chance nació y se crio en la localidad de Chesapeake, en el estado de Virginia. A los 9 años de edad su familia se trasladó hasta Virginia Beach, donde vivió hasta 2012, año en que se traslada a California. Durante su adolescencia, trabajó en marketing, como bailarina en un club, como camarera y como barista en un establecimiento de Starbucks.
A los 18 años de edad, gracias a la mujer de un amigo, comenzó a difundir sus primeras fotografías como modelo erótica en publicaciones como Score. A partir de ahí, en 2011, y a la edad de 22 años, decidió entrar en la industria pornográfica, grabando sus primeras escenas para Reality Kings y Bang Bros en Florida.
Su debut cinematográfico como actriz porno fue en 2011 con la película Cum On My Fat Face Again.
Al comienzo de su carrera como actriz porno, Alex Chance empezó como intérprete BBW. Decidió someterse a una estricta dieta y a ejercicio para conseguir el objetivo de bajar peso y salir de la marca en la que comenzó.
En 2015 recibió su primera nominación en los Premios AVN en la categoría de Mejor actriz por la película This Ain't Girls XXX. Película, a su vez, parodia de la serie Girls, en la que Alex Chance hace el papel de Lena Dunham.
Algunos títulos de su filmografía son Bra Busters, Gazongas 12, Girl Next Door Gone Hardcore, Lesbian Masseuse 4, Please Fuck My Tits 2 o Totally Stacked 5.
Ha rodado más de 350 películas como actriz.
Además de su faceta como actriz, también ha dirigido una decena de películas que también ha protagonizado, como Alex Chance Family Therapist y How I Love My Sister.

## Premios y nominaciones
| Año  | Ceremonia                         | Resultado | Premio                                                 | Trabajo                       |
| ---- | --------------------------------- | --------- | ------------------------------------------------------ | ----------------------------- |
| 2012 | Nightmoves                        | Nominada  | Best New Starlet                                       | —                             |
| 2012 | Rogreviews' Critics Choice Awards | Nominada  | Best Newbie                                            | —                             |
| 2013 | Sex Awards                        | Nominada  | Estrella porno del año                                 | —                             |
| 2014 | Spank Bank Awards                 | Nominada  | Fucking Nerd of the Year                               | —                             |
| 2014 | Spank Bank Awards                 | Nominada  | Most Fap Worthy Funbags                                | —                             |
| 2014 | Spank Bank Awards                 | Nominada  | Webcam Girl of the Year                                | —                             |
| 2014 | Spank Bank Awards                 | Nominada  | Most Underrated Slut                                   | —                             |
| 2014 | Spank Bank Awards                 | Nominada  | Masturbator of the Year                                | —                             |
| 2015 | Premios AVN                       | Nominada  | Mejor actriz                                           | This Ain't Girls XXX          |
| 2015 | Premios AVN                       | Nominada  | Premio fan: Mejores pechos                             | —                             |
| 2015 | Spank Bank Awards                 | Nominada  | Best "Come Fuck Me" Eyes                               | —                             |
| 2015 | Spank Bank Awards                 | Nominada  | Mattress Actress of the Year                           | —                             |
| 2015 | Spank Bank Awards                 | Nominada  | Most Underrated Slut                                   | —                             |
| 2015 | Spank Bank Awards                 | Ganadora  | Boobalicious Babe of the Year                          | —                             |
| 2015 | Spank Bank Awards                 | Nominada  | Most Voluptuous Vixen                                  | —                             |
| 2015 | Spank Bank Technical Awards       | Ganadora  | Best Couch Cuddling Countess                           | —                             |
| 2015 | Premios XBIZ                      | Nominada  | Mejor escena de sexo en película de parejas o temática | Southern Hospitality          |
| 2015 | Premios XRCO                      | Nominada  | Unsung Siren of the Year                               | —                             |
| 2016 | Premios AVN                       | Nominada  | Premio fan: Mejores pechos                             | —                             |
| 2016 | Spank Bank Awards                 | Nominada  | Most Voluptuous Vixen                                  | —                             |
| 2016 | Spank Bank Awards                 | Nominada  | Webcam Girl of the Year                                | —                             |
| 2016 | Spank Bank Awards                 | Nominada  | Best 'Just Got Fucked' Hair                            | —                             |
| 2016 | Spank Bank Awards                 | Nominada  | Best Swallower                                         | —                             |
| 2016 | Spank Bank Technical Awards       | Ganadora  | Food Network's Next Reality Superstar                  | —                             |
| 2016 | Spank Bank Technical Awards       | Ganadora  | Most Appealing Boob Sweat                              | —                             |
| 2016 | Premios XBIZ                      | Nominada  | Mejor actriz en película lésbica                       | Alex Chance: Family Therapist |
| 2016 | Premios XRCO                      | Nominada  | Unsung Siren of the Year                               | —                             |
| 2019 | Premios AVN                       | Nominada  | Premio fan: Mejores pechos                             | —                             |
| 2019 | Spank Bank Awards                 | Nominada  | Customs/Clips Specialist of the Year                   | —                             |